# Солнечное затмение 9 апреля 2043 года
Солнечное затмение 9 апреля 2043 года — полное солнечное затмение, полную фазу которого можно будет наблюдать лишь на территории России; предыдущее затмение на территории России можно увидеть 30 марта 2033 года; следующее полное солнечное затмение будет только 30 апреля 2060.
Полная фаза затмения начнётся на территории Камчатского края Россия, также её можно будет наблюдать в Магаданской области, и на западе Чукотского автономного округа. Затем тень войдёт в Якутию, где и покинет поверхность Земли. Эти перечисленные события на российской территории по местному времени произойдут утром 10 апреля 2043 года.
Частные фазы затмения будут наблюдаться, помимо России, в западной части США (а также на всей территории Аляски), практически на всей территории Канады, в Гренландии и Исландии.
Затмение будет касательным нецентральным (центральная полоса полной фазы, а также северная полутень данного затмения отсутствует, максимум наблюдается на границе дня и ночи на территории Магаданской области). Затмение является первым полным в серии 149 сароса. Следующее затмение этого сароса состоится 20 апреля 2061 года.
Основные населённые пункты, где можно будет наблюдать полное затмение
| Населенный пункт | Время UTC | Η☉   | Длительность |
| Зырянка          | 19:03:35  | 1,6° | 1 м 17с      |
| Омсукчан         | 18:57:18  | 2,2° | 1 м 44с      |
| Палана           | 18:50:46  | 2,7° | 1 м 27с      |
| Сеймчан          | 18:58:39  | 1°   | 1 м 45с      |
| Эвенск           | 18:55:44  | 3,5° | 1 м 36с      |

## Изображения
Анимация хода затмения